# Achelia spicata
Achelia spicata is een zeespin uit de familie Ammotheidae. De soort behoort tot het geslacht Achelia. Achelia spicata werd in 1915 voor het eerst wetenschappelijk beschreven door Hodgson. 